# Szewele (Piszczac)
Szewele – część miasta Piszczac w Polsce, w województwie lubelskim, w powiecie bialskim, w gminie Piszczac.
Rozpościerają się w rejonie ulicy Rynkowej i jej przecznic na północ od centrum miasta.
1 stycznia 2024, wraz z odzyskaniem przez Piszczac statusu miasta, stały się obszarem miejskim.